# 혼불
《혼불》은 대한민국의 소설가 최명희가 1980년 4월부터 1996년 12월까지 17년 동안 쓴 대하소설이다. 수많은 순우리말 단어가 담겨 있는 작품으로써 국문학적인 가치가 매우 높다. 이 점은 작가 본인이 작고 전에 소중하게 여기며 내세우던 두드러진 특징이다.
일제 강점기 때 사매면 매안마을의 가문을 지키려는 유서 깊은 양반가의 종부 3대와 빈민촌 거멍굴 사람들의 이야기를 그렸다. 세시풍속, 관혼상제, 음식, 노래 등 민속학적, 인류학적 기록 고증에 신경을 썼으며, 글의 이야기는 1930년부터 1943년까지 이어진다. 작가 최명희가 난소암으로 투병하다가 1998년 숨지면서 이후의 현대사를 그리기 위한 글감 130여 가지가 남겨졌다.
1996년 완간된 후, 약 150만부가 팔렸다. 2005년에 절판되었고, 이후 작가의 동생을 통해 2009년에 다시 출간되었다. 2011년 전주문화방송에서 혼불문학상을 제정하였고, 응모를 통해 매년 작품을 선정해 시상하고 있다.
한편, MBC에서 드라마화될 예정이었지만 작가쪽 유가족들과의 원작료 문제가 걸려서 불발되었다.

## 줄거리
1930년대 말 전북 남원의 양반촌인 매안 마을의 실질적인 지배자 청암부인은 가문을 일으켜 세우기 위해 조카인 이기채를 양자로 맞는다.
이기채의 아들 강모는 자신보다 나이가 많은 허효원과 결혼하지만 사실 사촌 여동생 강실을 연모하고 있었다. 그러나 강모는 징병을 피해 만주로 떠나버리고 청암부인은 병세가 깊어진 끝에 결국 죽음을 맞는다.
이때다 싶어 거멍굴의 상민들은 종으로 짓눌려 왔던 지난 세월의 한을 되갚으려 한다. 결국 상민 춘복은 강실을 범하고 만다. 이 일로 강실은 자살을 기도하지만 실패하여 그녀의 뱃속에는 춘복의 아이가 들어섰다.
이씨 문종 가문의 가세는 점점 기울고 있었다. 강모는 만주로 피신한 후 이후로 소식이 없고 효원은 아비 없는 아이를 낳는다. 이후 청암 부인의 별세 이후 가문을 지키는 일은 이제 3대 종부인 강모의 아내 효원의 몫으로 남겨지게 된다.

## 인물
- 청암 부인：위엄과 기품을 지닌 인물로 이씨 문중의 종부(宗婦)로서 가문을 일으키기 위해 이기채를 양자로 받아들인다.
- 이강모：청암 부인의 손자이자 이기채의 아들이다. 종가의 장손으로 태어나 허효원에게 장가가지만, 사촌 누이동생 강실을 좋아한다. 패륜과 방탕을 거듭하다 사회주의자인 사촌형 강태를 따라서 만주로 떠나는 인물이다.
- 허효원：남편인 강모의 사랑을 받지 못하는 불행한 여인이다. 청암 부인이 세상을 떠나자 종부(宗婦)의 대를 잇는다.

## 문학관
소설 속 배경이 되는 전라북도 남원시 사매면에 세워진 문학관이다. 2004년 10월 21일 개관하였다.